# Otala
Otala es una género de molusco gasterópodo terrestre de la familia Helicidae.

## Distribución
Este género de caracoles es originario del noroeste de África y el suroeste de Europa.

## Anatomía
Estos caracoles utilizan dardos de amor como parte de su comportamiento de cortejo y apareamiento.

## Especies
Las especies dentro del género Otala incluyen:
- Otala hieroglyphicula (Michaud, 1833)
- Otala juilleti (Terver, 1839)
- Otala lactea (Müller, 1774)
- Otala occulta D. Holyoak, G. Holyoak, Gómez Moliner & Chueca, 2020
- Otala orientalis (Pallary, 1918)
- Otala pallaryi (Kobelt, 1909)
- Otala punctata (Müller, 1774)
- Otala tingitana (Paladilhe, 1875)
- Otala xanthodon (Anton, 1838)

## Gastronomía
Algunas de su especies como Otala punctata, se recolecta activamente y es apreciada en gastronomía, sobre todo en España.